# خامه لخته
خامه لخته (انگلیسی: Clotted cream) گاهی اوقات با نام‌های دیگر از جمله خامه یا کِرمِ کورنیش و همچنین کِرِم دوون‌شر هم شناخته می‌شود، فراورده‌ای است بر پایه کرم ضخیم که به شکل مستقیم یا غیرمستقیم از شیر گرم پر چرب گاو با استفاده از بخار یک دیگ داغ آماده و سپس در تابه‌ای کم‌عمق برای خنک شدن تدریجی به آرامی انتقال داده می‌شود، در طول این زمان محتوای کرم افزایش می‌یابد و به اشکال مختلفی همانند لخته شده با تکه شده تغییر شکل می‌دهد، خامه لخته یک بخش ضروری از وعده غذایی موسوم به چای خامه می‌باشد.
اگر چه منشأ این فراورده غذایی به‌طور قطع مشخص نیست با این حال تولید این نوع لبنیات در مزارع جنوب غربی انگلستان به ویژه شهرستان کورنوال و دوون اهمیت بسزایی دارد، در حال حاضر یکی از بزرگترین تولیدکنندگان این فراورده لبنی، رودا در ردروث انگلستان می‌باشد که بالغ بر ۲۵ تن (۲۵۰۰۰ کیلوگرم) تولید روزانه دارد، در سال ۱۹۹۸ موارد حفاظتی جدید تحت عنوان اختصاری (PDO) و با نام کامل نشانه‌های جغرافیایی و تخصص‌های سنتی در اتحادیه اروپا برای این فراورده طراحی گردید که بنا بر دستور اتحادیه اروپا انجام گرفت و بر طبق این موارد، تا زمانی که شیر پایه و تشکیل‌دهنده این نوع خامه در کورنوال تهیه می‌گردد مقدار چربی آن الزاماً می‌بایست ۵۵٪ باشد.

## نگارخانه

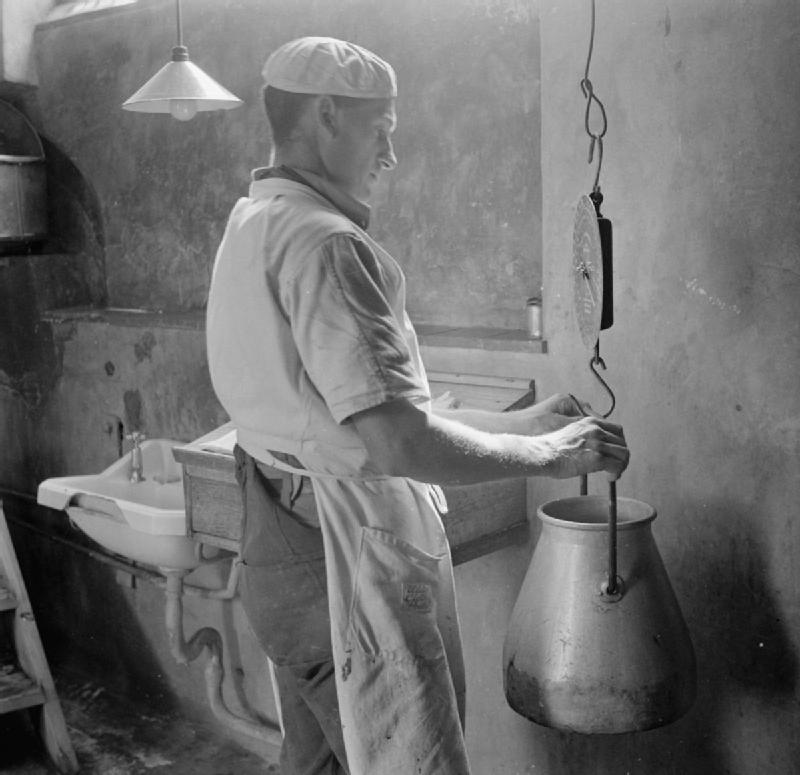
کشاورزی لبنی (تولید محصولات لبنی) در دوون‌شر انگلستان به سال ۱۹۴۲
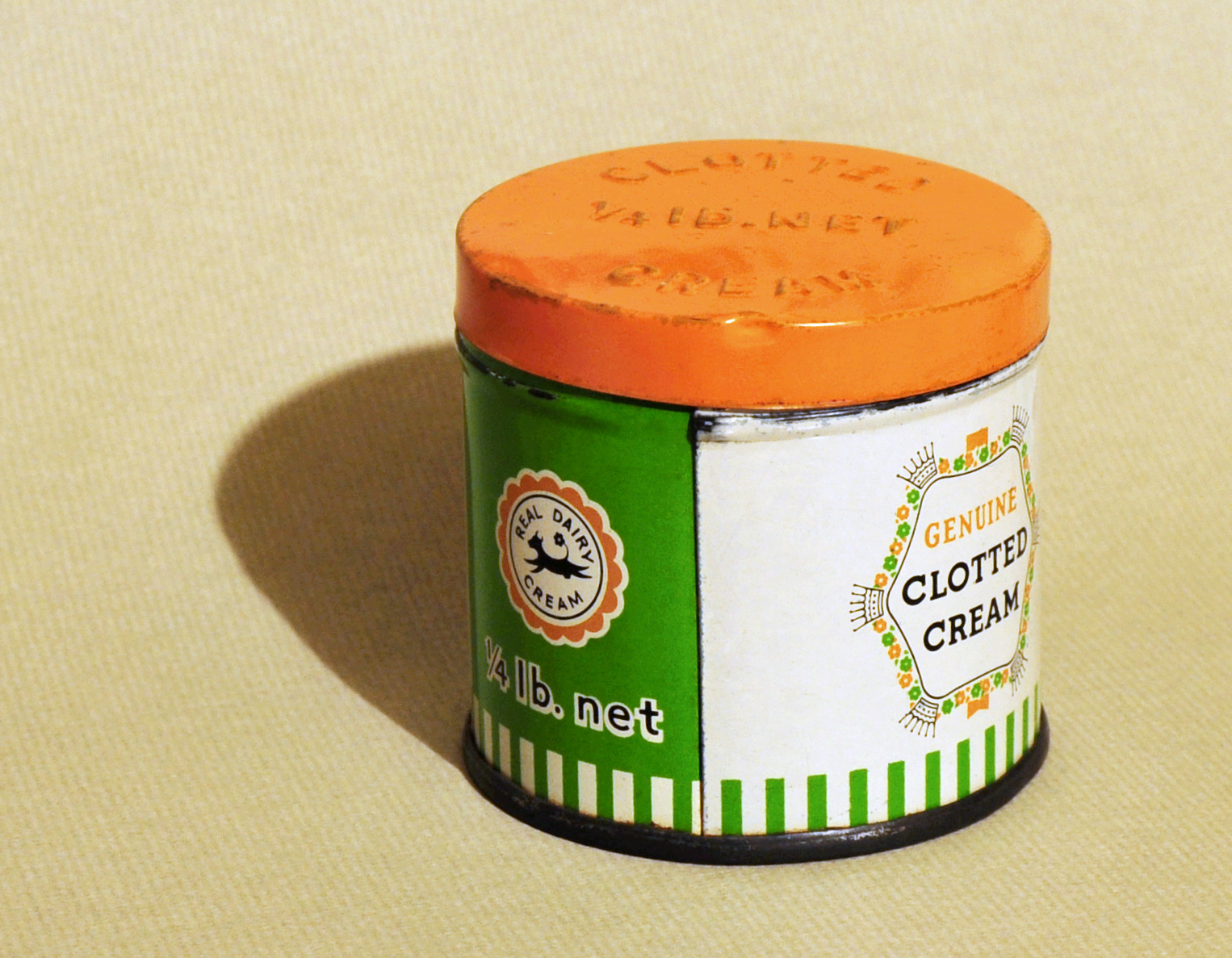
یک ظرف قدیمی خامه لخته
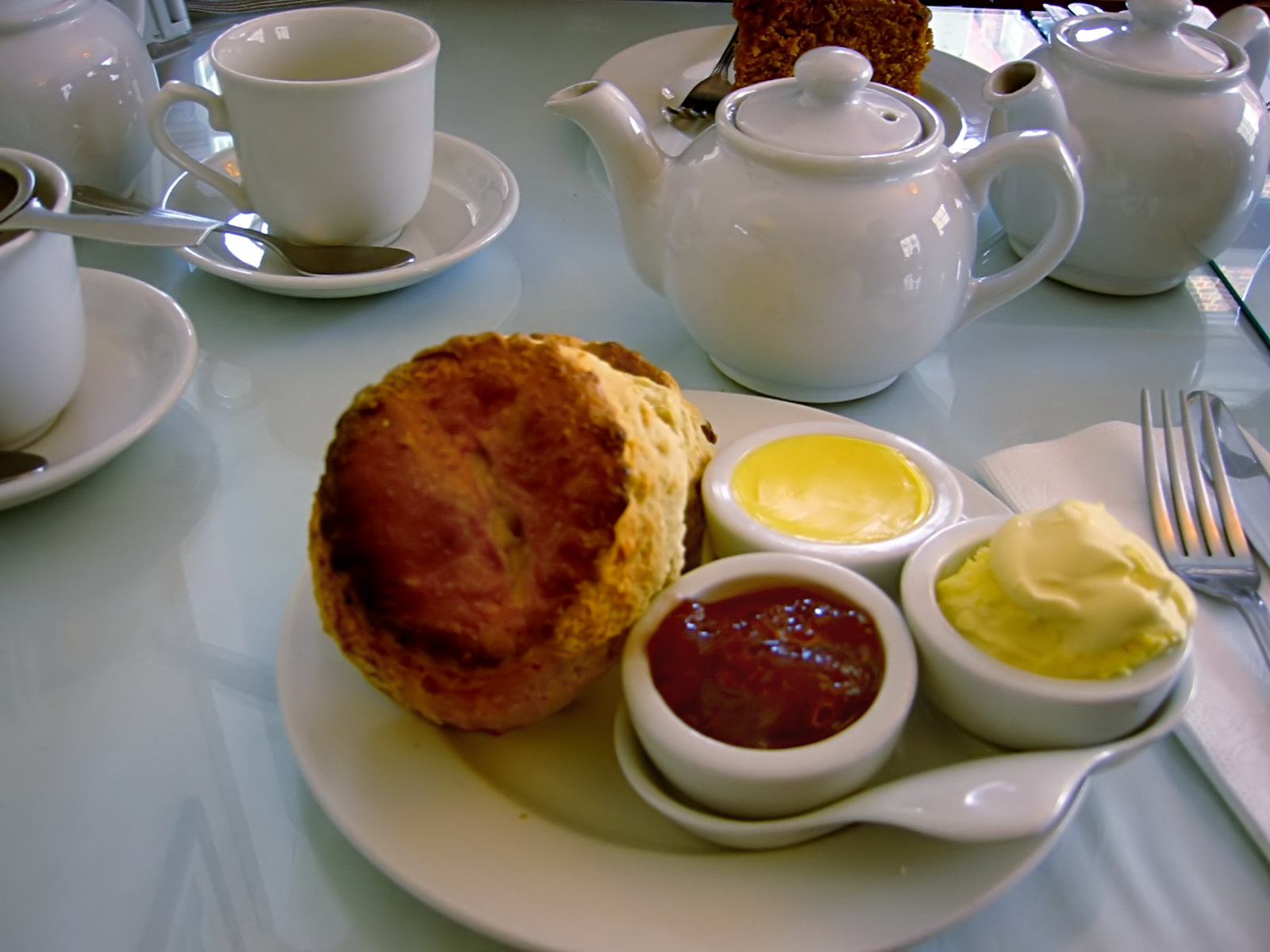
خامه لخته یکی از ملزمات چای خامه می‌باشد
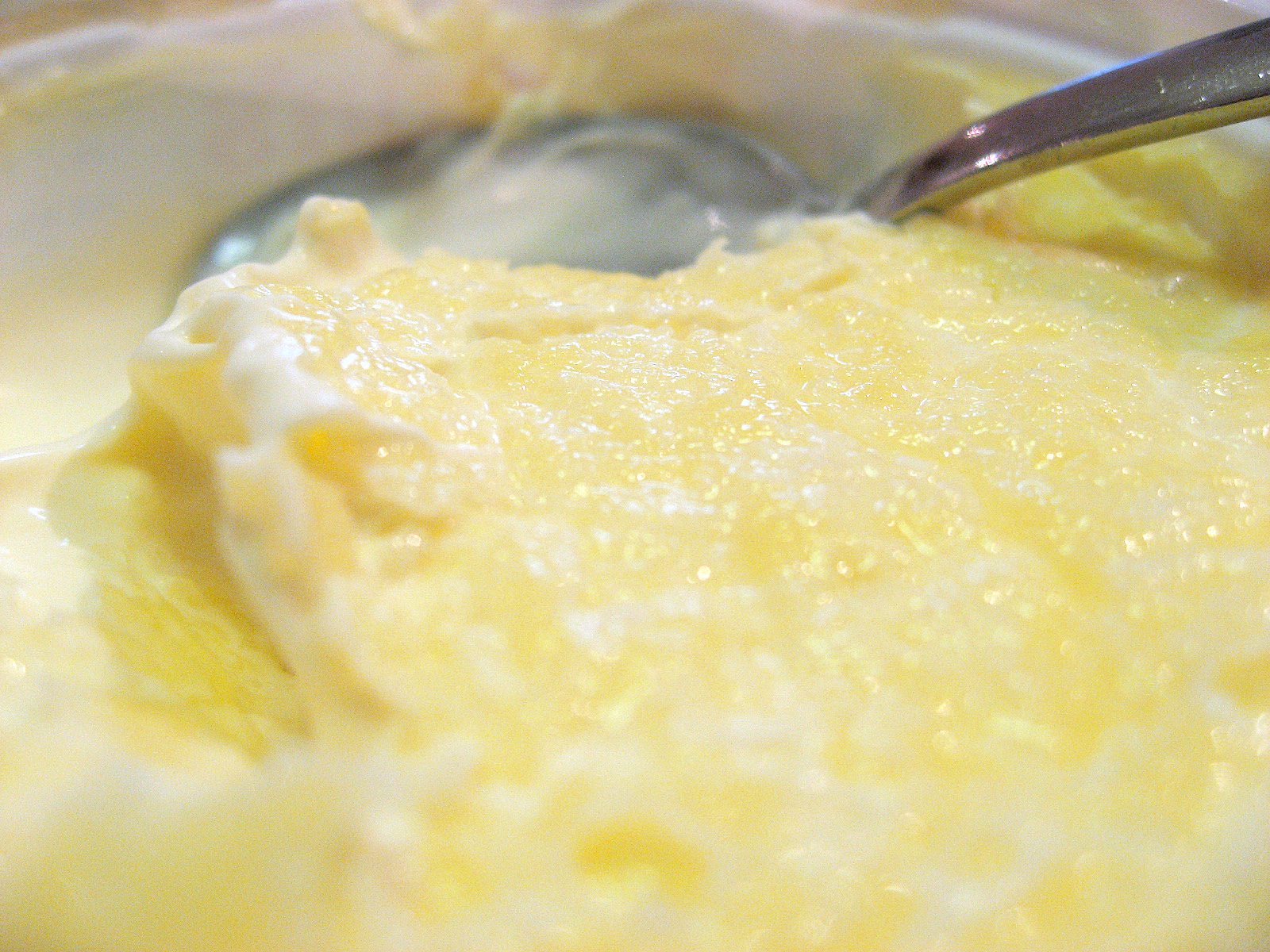
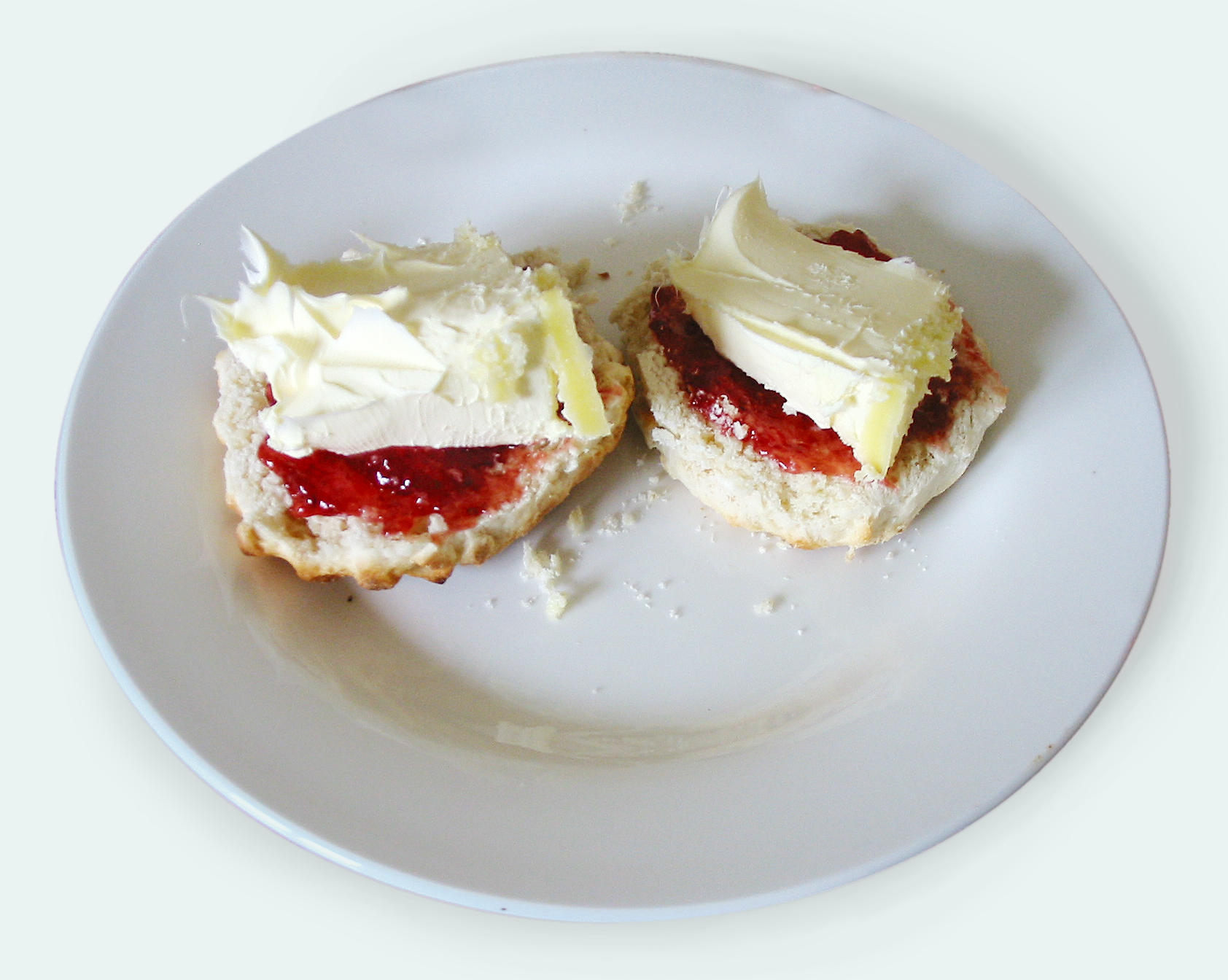
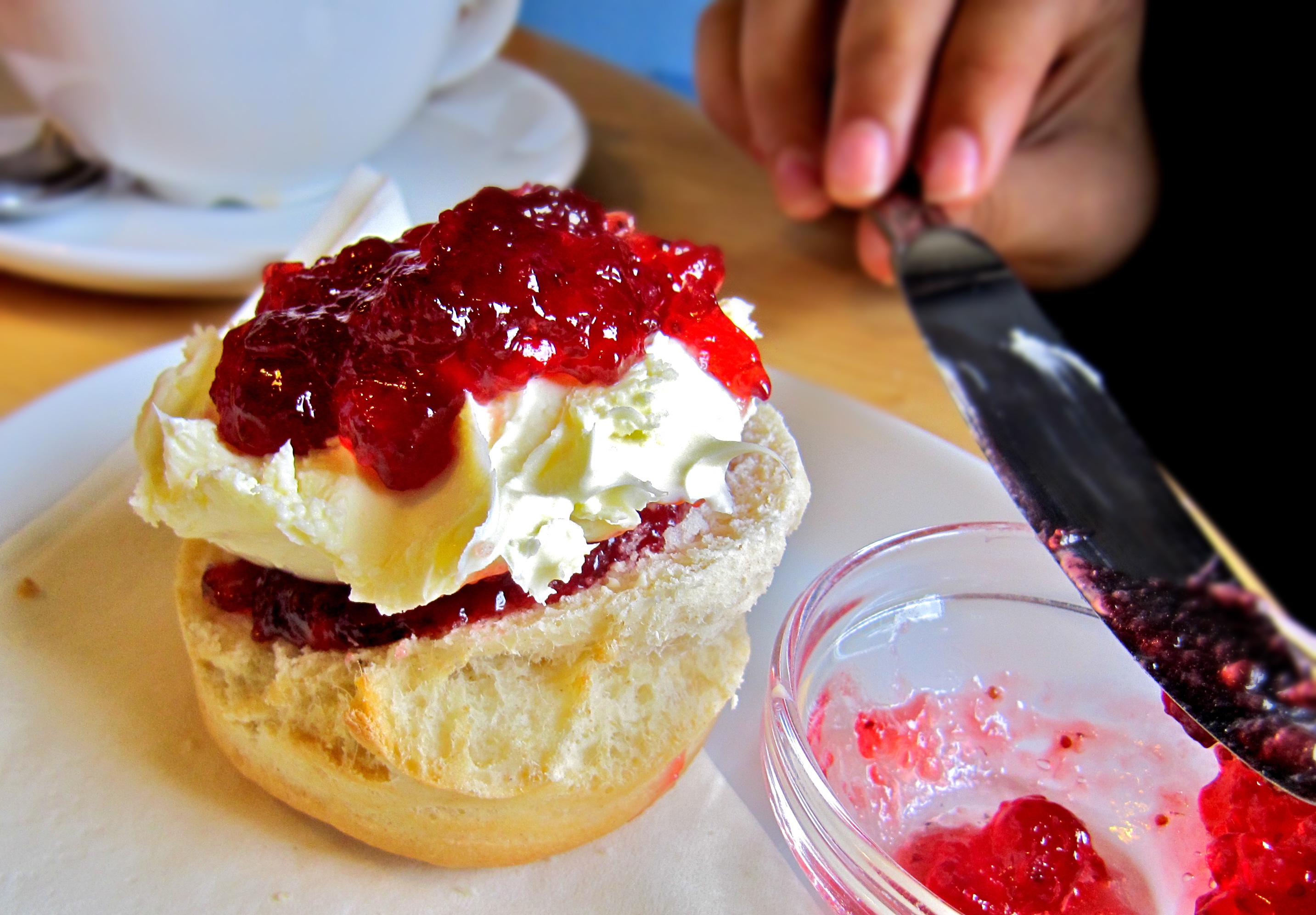
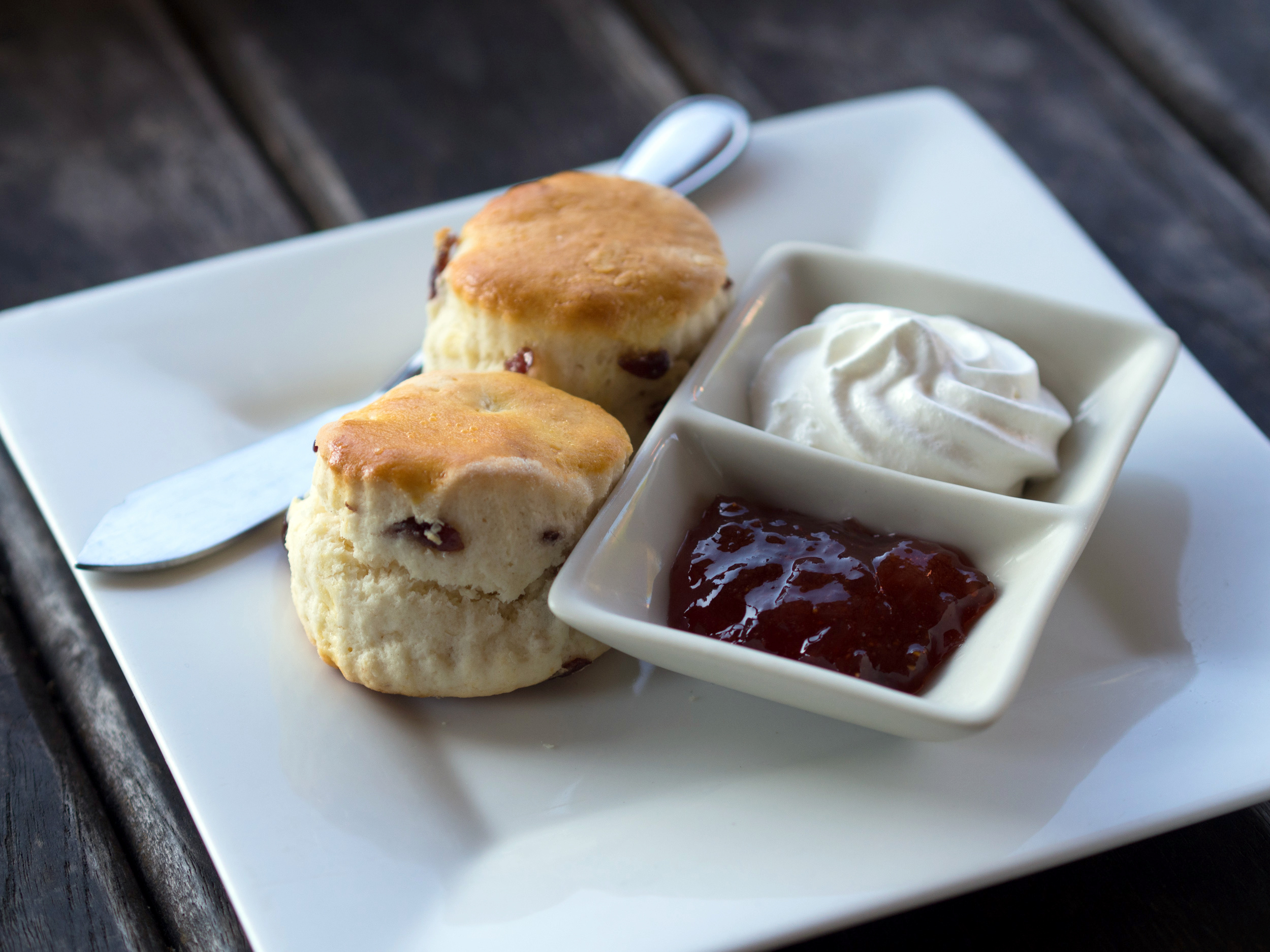